# Jana Zerlett

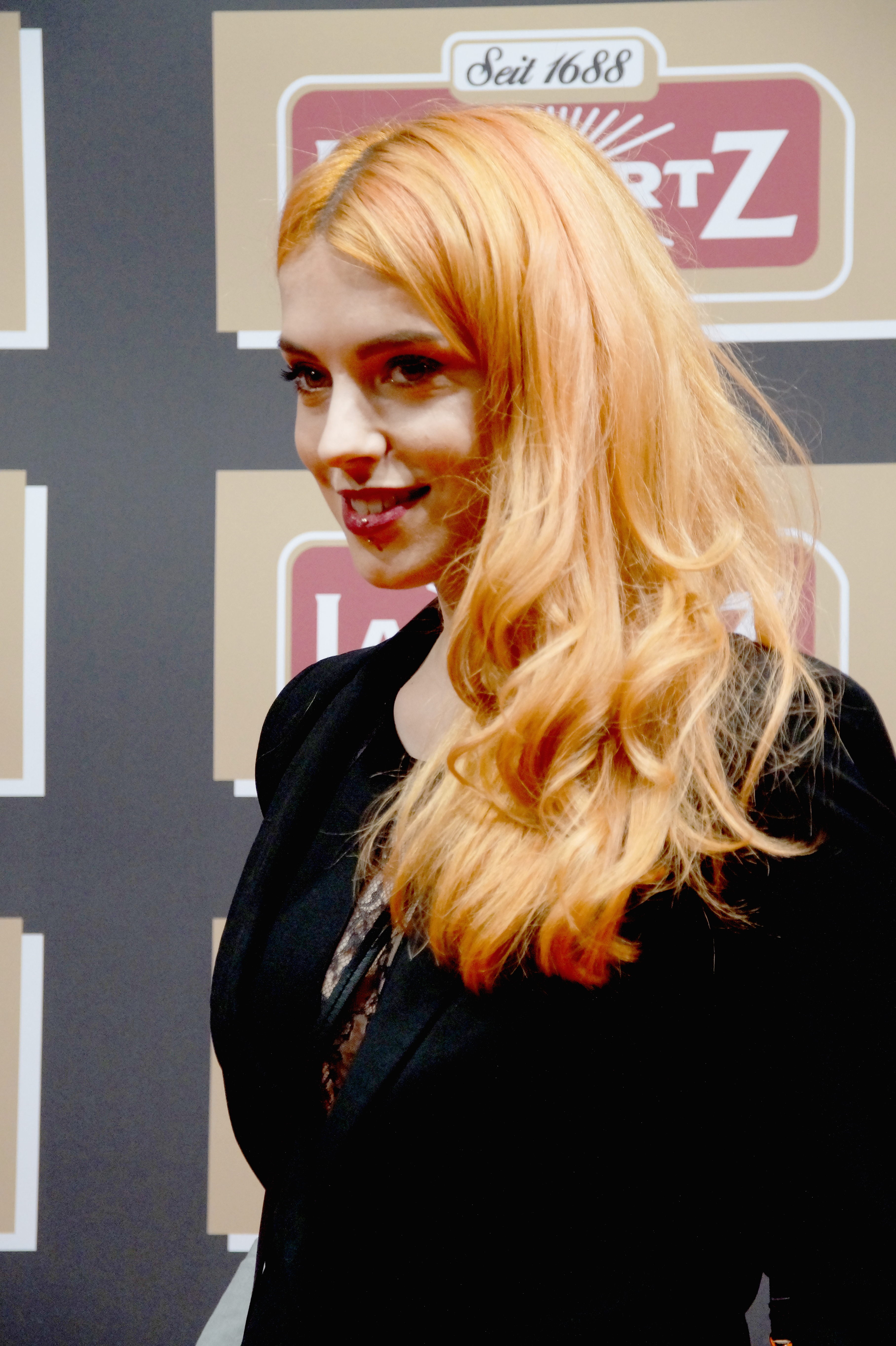
Jana Zerlett bei Lambertz Monday Night, Februar 2016.

Jana Naïma Zerlett (* 16. Juni 1986 in Köln) ist eine deutsche Maskenbildnerin und Tattoo-Model.

## Leben
Von 2004 bis 2006 absolvierte Jana Zerlett eine Ausbildung zur Friseurin bei Mod’s Hair in Köln. Von 2012 bis 2013 bildete sie sich an der Akademie Deutsche POP zur Visagistin weiter. Unter ihren Projekten als Maskenbildnerin waren Fernseh- und Filmproduktionen wie:
- Bares für Rares, Zusatzmaskenbildnerin 2015, Chefmaskenbildnerin 2016 und 2017
- Mann, Sieber!, 2016
- Die Vampirschwestern 3 – Reise nach Transsilvanien, 2015
- Alarm für Cobra 11 – Die Autobahnpolizei, 2013
- Frau Müller muss weg!, 2014
- Rising Star, 2014
- Hubert (Kurzspielfilm), SFX-Maske 2014
- Havana Club – Wie #spontanero bist du? 2014

Weitere Projekte als Maskenbildnerin hatte sie  bei Fotoproduktionen für Bastei Lübbe, Derpixelist, IGA Optic, DYSC Dress Your Skin, Helmut Zerlett und Fire & Fight Streetwear.
Als Tattoo-Model wirkte sie unter anderem in Werbespots für Afri-Cola und rain productions sowie in Videos zu Musikproduktionen wie Oliver Koletzki feat. Fran – Up in the Air und Tom Beck – Fort von hier mit. Für den Film Das Haus der Krokodile von 2012 sang sie das Titellied.

## Familie
Jana Zerlett ist die Tochter des Musikers Helmut Zerlett und der Schneiderin Anja Zerlett, der Geschäftspartnerin von Jan Čížek.
Jana Zerlett heiratete im Jahr 2016.

## Fernsehauftritte
- Jana Zerlett in: Markus Lanz (Fernsehsendung), ZDF vom 3. Dezember 2015.
- Sexy Promitochter: Jana Naima Zerlett zeigt sich erotisch. In: de.nachrichten.yahoo.com vom 9. Dezember 2015.
- Kult-Keyboarder mit Model-Tochter In: Sat.1-Frühstücksfernsehen vom 6. April 2016.
- Bares für Rares Folge 154, Staffel 6, Episode 65, Vorspann 0 – 18 Sekunden. In: ZDF vom 11. April 2016. In: YouTube.
- Bares für Rares Folge 258, Staffel 7, Episode 62, Vorspann 0 – 10 Sekunden, Abspann 3084 Sekunden bis Ende. In: ZDF vom 23. November 2016. In: YouTube.